# Régionalisme et nationalisme en Espagne
Ne doit pas être confondu avec nationalisme espagnol.
 (janvier 2013).
 (janvier 2013).
Si vous disposez d'ouvrages ou d'articles de référence ou si vous connaissez des sites web de qualité traitant du thème abordé ici, merci de compléter l'article en donnant les références utiles à sa vérifiabilité et en les liant à la section « Notes et références ».

Niveau du sentiment identitaire, nationaliste ou régionaliste, dans les communautés autonomes d'Espagne.

Appui électoral des partis nationalistes dans chaque communauté autonome d'Espagne. D'après les résultats électoraux de 2006 (Catalogne), 2008(Andalousie), 2009 (Galice et Pays basque) y 2007 (autres communautés).

Appui électoral des partis régionalistes d'après les résultats électoraux de 2006 (Catalogne), 2008(Andalousie), 2009 (Galice et Pays basque) y 2007 (autres communautés).

Il existe en Espagne différentes formes de mouvements nationalistes :
- le nationalisme central (ou nationalisme espagnol), cristallisé autour de l'idée de la « nation espagnole » ;
- les nationalismes périphériques, qui soutiennent que l'Espagne est un État constitué de nations diverses et défendent les particularismes des différentes régions espagnoles. La majorité de ces mouvements nationalistes réclame le droit à l'autodétermination pour leur territoire, en particulier dans les communautés autonomes de Catalogne, du Pays basque et, dans une moindre mesure, des Canaries, des Baléares, de la Galice, de l'Aragon, de Valence, de l'Andalousie et de la Navarre.

Il existe parallèlement dans la plupart des régions des mouvements se réclamant du régionalisme, qui défendent une identité régionale tout en reconnaissant une identité nationale espagnole.
Historiquement et idéologiquement, il n'est pas toujours aisé de distinguer régionalismes et nationalismes.

## Nationalisme espagnol

Drapeau de l'Espagne constitutionnelle, utilisé par les secteurs modérés et constitutionnalistes du nationalisme espagnol

Drapeau de l'Espagne de la période franquiste, utilisé par les secteurs radicaux du nationalisme espagnol

Le nationalisme espagnol est une idéologie politique qui affirme l'existence d'une nation espagnole, qui s'identifie avec l'État espagnol actuel dans sa totalité territoriale. Elle défend ainsi l'unité de l'Espagne.
Historiquement, le nationalisme espagnol est apparu pendant la guerre d'Indépendance contre les troupes françaises de Napoléon, en lien avec les idées libérales. Cependant, du fait de la valorisation des idées nationalistes par le régime de Franco, il est associé aujourd'hui à l'extrême-droite et ses groupuscules, souvent héritiers et nostalgiques de la dictature franquiste.
Le panhispanisme est un mouvement idéologique qui défend l'unité des populations qui sont de langue ou de culture espagnole. Il désigne également parfois l'impérialisme espagnol, apparu après la crise de 1898, défendant les valeurs traditionnelles et spirituelles de l'Espagne impériale.

## Nationalismes périphériques

### Les mouvements nationalistes dans les «nationalités historiques»
D'après la Constitution espagnole, sont considérées comme « nationalités historiques » les communautés autonomes qui ont eu une identité collective, linguistique ou culturelle différente de celle du reste de l'État, déjà reconnue lors de la Seconde République. Ces communautés accèdent donc à l'autonomie, suivant l'article 151 de la Constitution, pourvu qu'elles votent le Statut d'Autonomie. Ces communautés sont la Catalogne, le Pays basque, la Galice et la Communauté valencienne.
Aujourd'hui, en plus de ces quatre communautés autonomes, celles d'Andalousie, d'Aragon et des Iles Canaries et Baléares ont incorporé la définition de « nationalité » dans leurs propres statuts, bien qu'elles n'aient pas obtenu de statut sous la Seconde République (les négociations ayant pu être interrompues par la Guerre civile).
Les autres communautés autonomes se dénomment comme « région » ou « région historique » ou « communauté historique » (dans le cas des Asturies et de la Cantabrie). Quant à la Navarre, elle se reconnait comme « communauté forale », avec ses spécificités propres.

### Nationalisme catalan

#### Pancatalanisme
Le pancatalanisme est un courant du nationalisme catalan aspirant à l'union politique des régions de langue catalane ou Pays catalans.

### Nationalisme canarien

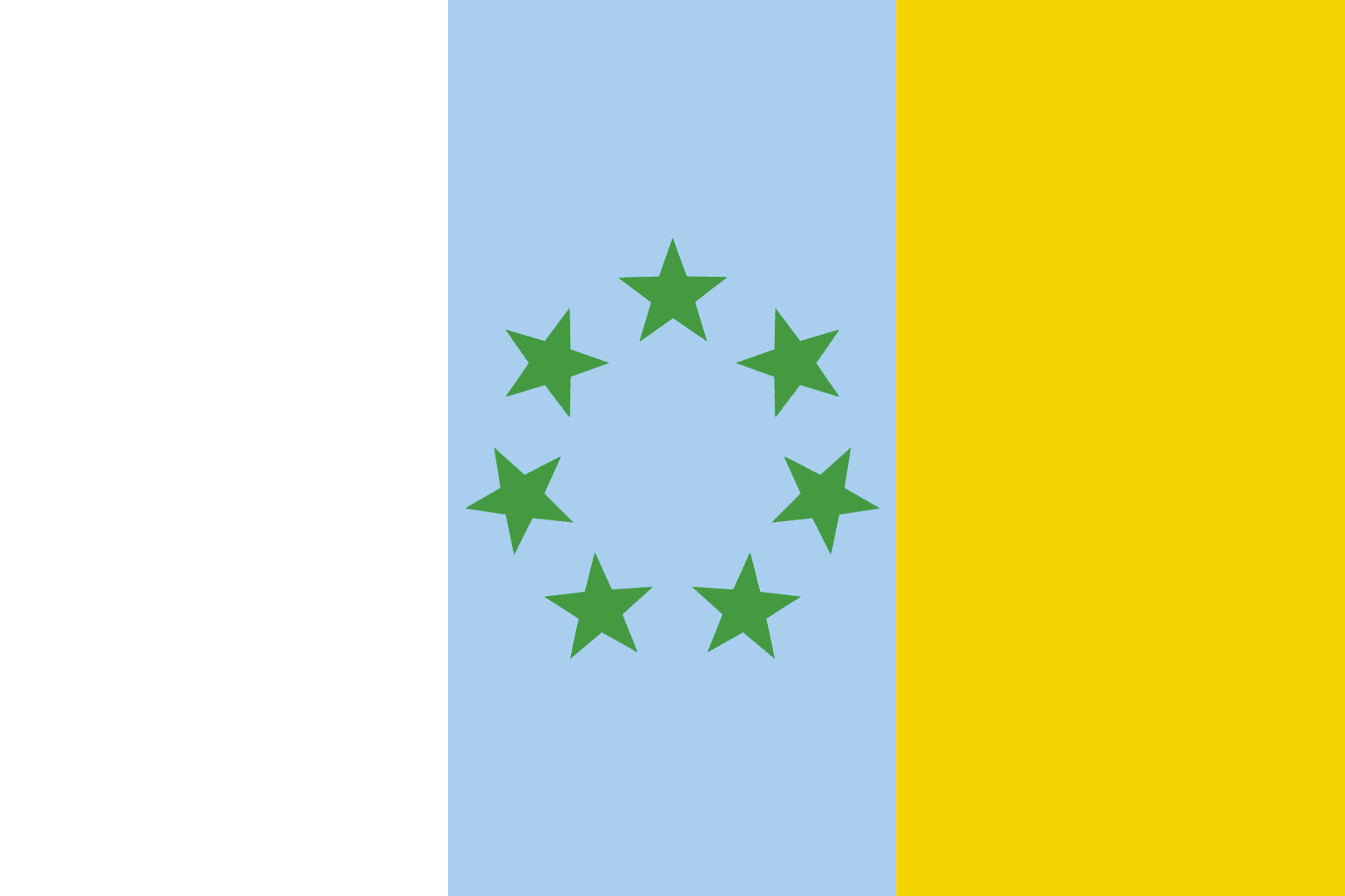
Drapeau tricolore des nationalistes canariens

Le nationalisme canarien est un courant idéologique qui cherche la reconnaissance des Iles Canaries comme nation.
Un grand nombre de partis, d'organisations politiques et sociales se définissent comme nationalistes, des positions indépendantistes aux fédéralistes ou autonomistes. On trouve des associations hors-partis comme le syndicat « Intersyndicale Canarienne » (en espagnol : Intersindical Canaria) ou l'association de jeunesse Azarug.
Les origines de ce nationalisme remontent à la fin du XIXe siècle, surtout dans les milieux émigrés au Venezuela et Cuba. C'est Secundino Delgado, considéré comme le fondateur du nationalisme canarien, qui créa le « Parti Nationaliste Canarien » à La Havane en 1924.
Mais le nationalisme canarien ne se développa vraiment que dans les dernières années du franquisme et les débuts de la Transition espagnole. C'est en 1964 que fut fondé le « Mouvement pour l'Autodétermination et l'Indépendance de l'Archipel Canarien » (en espagnol : Movimiento por la Autodeterminación e Independencia del Archipiélago Canario, MPAIAC), dirigé par Antonio Cubillo, partisan de la lutte armée, dont les thèses souvernainistes étaient appuyées par l'Union africaine, et créateur du drapeau nationaliste canarien.
Aux dernières élections des autonomies de 2007, un tiers des électeurs s'est tourné vers des formations nationalistes telles que :
- « Coalition Canarienne » (en espagnol : Coalición Canaria), de centre-droit, est la principale formation nationaliste et occupe la présidence de la Communauté autonome de Canaries depuis 1993, en coalition avec d'autres partis ;
- « Centre Canarien » (en espagnol : Centro Canario), de centre-droit ;
- « Nouvelles Canaries » (en espagnol : Nueva Canarias), de centre-gauche ;
- « Alternative Populaire Canarienne » (en espagnol : Alternativa Popular Canaria), de gauche ;
- « Parti des Indépendants de Lanzarote » (en espagnol : Partido de Independientes de Lanzarote).

### Nationalisme aragonais

Drapeau officiel de la communauté autonome d'Aragon

Estrelada aragonesa

Le nationalisme aragonais est un mouvement politique qui défend que l'Aragon possède son histoire, sa langue, ses lois et sa culture propres, qui en font une nation indépendante.
Il tire son origine de l'organisation, par un groupe de personnes parties en Catalogne, du parti de l'« Union Aragoniste » (en espagnol : Unión Aragonesista) et de l'association de la « Jeunesse Aragoniste de Catalogne » (en espagnol : Juventud Aragonesista de Cataluña). Ce mouvement se dota d'une revue, El Ebro, dans laquelle s'exprimèrent les fondateurs de la doctrine, Gaspar Torrente (es) et Julio Calvo Alfaro.
Aujourd'hui, les principaux partis aragonistes (d'après lesrésultats des élections des autonomies de 2007) sont :
- « Junte Aragonaise » (en espagnol : Chunta Aragonesista, CHA), de centre-gauche (8,17 %) ;
- « Parti Aragonais » (en espagnol : Partido Aragonés, PAR), de centre-droit ; se définissant d'abord comme régionaliste, il a progressivement évolué vers les idées nationalistes, pour revenir aux bases régionalistes (12,12 %) ;
- « Initiative Aragonaise » (en espagnol : Iniciativa Aragonesa, INAR) ; il est issu d'une scission nationaliste du PAR ;
- « État Aragonais » (en espagnol : Estado Aragonés, EA) et « Terre Aragonaise » (en espagnol : Tierra Aragonesa) sont ouvertement sécessionnistes.

Les principaux symboles utilisés par les nationalistes aragonais sont :
- soit le drapeau de l'Aragon, composé des Quatre Barres d'Aragon (avec ou sans écu royal) ;
- soit l'« étoile aragonaise » (en espagnol : estrelada aragonesa), dessinée par Gaspar Torrente, composée des quatre barres d'Aragon avec une étoile rouge au milieu.

## Les mouvements nationalistes dans les autres communautés autonomes

### Nationalisme asturien

Lasturina

Le  nationalisme asturien est inclus dans un mouvement appelé communément « asturianisme politique ». C'est un mouvement politique et social qui considère que les Asturies doivent posséder une plus grande autonomie et qui réclame les mêmes droits que ceux d'une nation, tel le droit à l'autodétermination. La défense de la culture asturienne, de l'unité du territoire historique asturien, et surtout de la langue asturienne font partie de ses revendications.

### Nationalisme cantabre

Le lábaro cántabro

Le nationalisme cantabre ou « cantabrisme » (en espagnol : cantabrismo) est un courant de pensée qui revendique la reconnaissance des particularités culturelles, historiques et politiques de la Cantabrie. Ayant à ses origines, à la fin du XIXe siècle, un fond uniquement culturel, il a évolué vers des revendications politiques, régionalistes ou nationalistes. Mais le nationalisme cantabre comme idéologie politique est somme toute récent, puisqu'il n'y avait pas, avant les années 1970, de parti ou d'association nationaliste en Cantabrie. On peut distinguer dans le temps une évolution vers le nationalisme :
- au XIXe siècle, son but est essentiellement culturel, centré sur le retour aux valeurs et traditions anciennes. Il est représenté par les figures d'Amós de Escalante ou José María de Pereda ;
- le cantabrisme républicain s'est développé grâce à l'action du « Parti Républicain de Gauche Fédérale » (en espagnol : Partido Republicano de Izquierda Federal), qui proposa en 1936 un projet d'autonomie pour la Cantabrie à l'intérieur d'une « République Fédérale d'Espagne » ;
- le cantabrisme politique progressiste, qui se développa dans les années 1970, poussa à la séparation de la Cantabrie et de la Castille. Aussi furent créées plusieurs associations et groupes politiques, comme « Association pour la Défense des Intérêts de Cantabrie » (en espagnol : Asociación para la Defensa de los Intereses de Cantabria, ADIC), l'association « Cantabrie Unie » (en espagnol : Asociación Cantabria Unida, UC) et le « Parti Régionaliste de Cantabrie » (en espagnol : Partido Regionalista de Cantabria, PRC). Son principal objectif fut atteint en 1982 ;
- dans les années 1980, il est représenté par l'« Association des Nationalistes Cantabres » (en espagnol : Agrupación de Nacionalistas Cántabros, ANAC), le « Parti Nationaliste Cantabre » (en espagnol : Partido Nacionalista Cántabro). Il est représenté depuis 1995 par le parti du « Conseil National Cantabre » (en langue cantabrique : Conceju Nacionaliegu Cántabru), qui n'a jamais eu de représentation parlementaire et qui a obtenu 0,36 % des votes aux élections des autonomies de 2007.

Les propositions de ce parti sont :
- la reconnaissance du lábaro cántabro comme drapeau officiel de la Cantabrie ;
- la reconnaissance institutionnelle de la langue cantabrique ;
- la réforme des comarques de la province.

### Nationalisme murcien

Drapeau nationaliste murcien

Les nationalistes murciens définissent la « nation de Murcie » comme un peuple défini par une histoire, une langue et une culture propres et communs à tous les territoires du sud-est de la péninsule ibérique, appelés le « Pays Murcien ». Celui-ci ne correspond pas à la communauté autonome de Murcie, mais à tout le bassin du Segura.
Les bases du nationalisme murcien reposent sur la défense d'une certaine forme de démocratie directe, telle qu'elle était exercée par les révolutionnaires à la fin du XIXe siècle, ce qui impliquerait donc une réforme de caractère fédéral. Les divers partis ayant soutenu ces options politiques sont le « Parti du Pays Murcien » (en espagnol : Partido del País Murciano), le « Parti Murcianiste » (en espagnol : Partido Murcianista) ou l'« Union des Peuples de Murcie » (en espagnol : Unión de los Pueblos de Murcia).
Une autre forme de nationalisme murcien, appelée « carthagénérisme » (en espagnol : cartagenerismo) propose la création de deux provinces distinctes à l'intérieur de la communauté autonome, avec une province de Carthagène et une province de Murcie. Cette position est soutenue par le « Mouvement Citoyen de Carthagène » (en espagnol : Movimiento Ciudadano de Cartagena) et la plateforme politique « 2es+ ».

## Régionalisme

### Régionalisme manchois

Drapeau régionaliste manchois de 1906 qui substitue une étoile aux armes d'Alphonse XIII.

À rebours des thèses castillanistes, le manchéguisme (en espagnol : mancheguismo) moderne propose l'unité d'une région géographique, historique et ethnique de la Manche. Cette région regroupe les provinces d'Albacete, Ciudad Real, Cuenca et Tolède. Ces thèses trouvent leur origine dans le pacte régional manchois (en espagnol : Pacto Regional Manchego) de 1869. Le régionalisme manchois se retrouve en contradiction avec les thèses castillanistes, dans la mesure où les seconds entendent intégrer les provinces de la Manche dans la Castille.
D'autres revendications, en particulier celles qui sont soutenues par le parti régionaliste manchois (en espagnol : Partido Regionalista Manchego) s'étendent à l'ensemble de la communauté autonome de Castille-la Manche.

## Autres courants

### Grenadisme
Un mouvement qui prône la séparation des provinces de Grenade, Almería, Jaén et Malaga en Andalousie aujourd'hui pour former une nouvelle région autonome, la communauté de Grenade, Andalousie orientale ou Haute Andalousie, pour des raisons historiques (anciens royaumes de Grenade et Jaén), économiques, sociologiques, linguistiques et géographiques.

### Léonisme

Drapeau du León

Le léonisme (en espagnol : leonesismo) est un mouvement culturel et socio-politique, régionaliste ou nationaliste, qui recherche la reconnaissance du particularisme, comme « région historique » et « nationalité historique » des territoires de l'ancien royaume de León, appelée « Pays Léonais » (en espagnol : País Leonés) ou « Région Léonaise » (en espagnol : Región Leonesa). La première exigence est donc l'éclatement de la communauté autonome de Castille-et-León. Le nouveau territoire correspondrait aux actuelles provinces de León, Zamora et Salamanque.
Le principal parti politique léoniste est l'« Union du Peuple Léonais » (en espagnol : Unión del Pueblo Leonés), qui détient deux sièges aux Cortes de Castille-et-León. On recense également les partis « Parti Régionaliste du Pays Léonais » (en espagnol : Partido Regionalista del País Leonés, PREPAL) et le « Parti Autonomiste Léonais - Unité Léoniste » (en espagnol : Partido Autonomista Leonés - Unidad Leonesista, PAL-UL)
Aux élections des autonomies de 2007, l'appui cumulé de ces partis a été :
- dans les régions appelées Pays Léonais, de 8,74 % ;
- dans la province de León, de 15,41 %.

### Castillanisme et pancastillanisme

Drapeau utilisé actuellement par les castillanistes comme bannière populaire

Il existe plusieurs mouvement castillanistes, de sensibilité régionaliste ou nationaliste, et de divers bords politiques (de la gauche progressiste ou sociodémocrate à la droite). Leurs racines remontent au Pacte fédéral castillan de 1869, conclu par des représentants et délégués des 17 provinces. Il proposait la réunion des provinces de l'ancien royaume de Castille, correspondant aujourd'hui aux communautés autonomes de Cantabrie, Castille-et-León, Castille-La Manche, La Rioja et Madrid.
D'un point de vue électoral, leur audience est très faible. On retrouve les partis de :
- Tierra Comunera (« Terre Populaire ») : 1,16 % en Castilla-et-León, 0,26 % en Castilla-La Manche ;
- Izquierda Castellana (« Gauche Castillane »), Partido Regionalista Castellano (« Parti Régionaliste Castillan ») et Unión Castellanista (« Union Castillaniste »).

En Cantabrie, leur présence est infime.

### Bercianisme

Drapeau d'El Bierzo

Le bercianisme est un mouvement culturel et politique qui réclame la reconnaissance de la singularité d'El Bierzo (comarque de l'ouest de la province de León) et une plus grande autonomie administrative. Les réclamations d'une plus grande autonomie, due à l'éloigenement de la capitale provinciale, León, sont anciennes. Le bercianisme s'oppose donc traditionnellement au léonisme.
Traditionnellement, le bercianisme revendique la restauration de la province du Vierzo, qui correspond à la comarque actuelle d'El Bierzo et les territoires qui faisaient partie de la province jusqu'à la réforme administrative de 1822. Certaines voix minoritaires réclament également la formation d'une autonomie uniprovinciale.
Après le retour de la démocratie en 1978 et le lancement de la réflexion sur les autonomies dans toute l'Espagne, furent organisées plusieurs initiatives, telle que le Manifeste bercianiste en 1978, approuvé par la majorité des personnalités locales. Il existe de nombreux partis bercianistes, tels que « Indépendants d'El Bierzo » (en espagnol : Independientes del Bierzo), « Association Vicinale Indépendante » (en espagnol : Asociación Vecinal Independiente), « Parti d'El Bierzo » (en espagnol : Partido de El Bierzo), « Gauche Bercienne » (en espagnol : Izquierda Berciana), « Parti Provincialiste d'El Bierzo » (en espagnol : Partido Provincialista de El Bierzo), « Parti Régionaliste d'El Bierzo » (en espagnol : Partido Regionalista de El Bierzo) ou encore « Unité Bercianiste » (en espagnol : Unidad Bercianista). Après avoir des résultats honorables aux élections de la fin des années 1980 et du début des années 1990, le bercianisme souffre aujourd'hui d'une perte de vitesse. Depuis 2007, les seuls élus bercianistes dirigent seulement, sur une base de coalition des partis, la ville de Castropodame.
Cependant, bien que le bercianisme politique soit en crise, le bercianisme culturel est toujours actif, s'articulant autour de plusieurs associations, comme le « Forum Culturel de la Province d'El Bierzo » (en espagnol : Foro Cultural Provincia de El Bierzo).